# هیدن فاکس
هیدن فاکس (زاده ۲۳ ژوئن ۱۹۷۷) یک بازیکن فوتبال اهل استرالیا است.

## تیم ملی
وی در تیم ملی فوتبال استرالیا بازی کرده‌است.